# Drosophila ercepeae
Drosophila ercepeae är en tvåvingeart som beskrevs av Léonidas Tsacas och David 1975. Drosophila ercepeae ingår i släktet Drosophila och familjen daggflugor.
Artens utbredningsområde är Réunion.